# إسرائيل ولفنسون
إسرائيل ولفنسون أبو ذُؤيب  (1899- 1980 م) مستشرق إسرائيلي يهودي أشكنازي، ولد في القدس ودرسَ في مصر وكان أولَ طالب يحصل على الدكتوراه من الجامعة المصرية، بإشراف طه حسين، اشتَهَر بكنيته (أبو ذُؤيب). انتمى إلى جمعية الشبَّان اليهود المصريين سنة 1935، ثم عاد إلى فلسطين عام 1938، وعُرف هناك باسم بن زئيف Ben Zeev. كان متقنًا عددًا من اللغات الأوربية الحية واللغات السامية. صارت له مكانةٌ بارزة على الساحة اليهودية فقد استأثرت الثقافة اليهودية والفكر القومي اليهودي باهتماماته، وانصبَّت مؤلفاته على معالجة ما يتصل بتاريخ اليهود في العصور الإسلامية، وبيان فضلهم على العرب.

## ولادته وتحصيله
ولد إسرائيل ولفنسون بن زئيف المكنَّى بأبي ذُؤيب في القدس، في 14 ربيع الأول 1317هـ الموافق 22 يوليو (تموز) 1899م، لأسرة ذات أصول ألمانية قدمت إلى فلسطين عام 1809.  
تلقَّى إسرائيل في صغره تعليمًا دينيًّا يهوديًّا تقليديًّا، فدرسَ تلمود التوراة، وتخرَّج في دار المعلمين التابعة لشركة عِذْرَه البرلينية، من 1919 إلى 1921، وفي دار المعلمين العرب في القدس، وبرعَ في اللغة العربية وآدابها. ثم أتى مصر عام 1922 ودرس في الجامعة المصرية القديمة (جامعة القاهرة اليوم) وحصل منها على شهادة ليسانس في الآداب، ثم على شهادة دكتوراه، وموضوع أطروحته "تاريخ اليهود في بلاد العرب في الجاهلية وصدر الإسلام" بإشراف أستاذه طه حسين. واعتنى ولفنسون في أطروحته بإظهار فضل اليهود على العرب.
وقدَّم طه حسين لأطروحته عند نشرها عام 1927، وأثنى عليها وعلى كاتبها، وممَّا قاله عنه: إسرائيل ولفنسون أقبل إلى مصر، وكانت له ثقافة متنوعة، أتقن العديد من اللغات الأوربية الحية، وكذا اللغات السامية، ودرس قدرًا من آدابها... أظهر عنايةً خاصة بكلِّ ما يتصل باليهود، وهو من الداعين إلى ضرورة الاهتمام بالتاريخ اليهودي وتنمية الثقافة اليهودية.         
في حين انتقد الدكتور فؤاد حسنين الرسالة وصاحبها مؤكدًا أن رسالة ولفنسون مشحونة بالأخطاء التي لا تصدر عن طالب مبتدئ في البحث، وهي صدًى للآراء التي كثيرًا ما ردَّدها د. طه حسين في الجامعة! والمراجع العبرية لا تمتُّ بصلة إلى موضوع البحث، وطه حسين المشرف على البحث لا يعرف العبرية، وقد أخذ بالنتائج التي قدمها الباحث دون التحقق منها، ودون الاستنارة ببعض الذين يجيدون هذا النوع من الدراسات. وليس صحيحًا أن لليهود فضلًا على العرب، وقد ردَّ كثيرون على إسرائيل ولفنسون.
ثم توجه ولفنسون إلى مسقط رأس أسرته ألمانيا، ليتابع دراساته عن الشرق الأوسط في جامعة برلين وفرانكفورت، وحصل عام 1932 على شهادة دكتوراه أُخرى عن أطروحته "اليهود والديانة اليهودية في كتب السيرة الإسلامية"، ونُشرت في كتاب صدر عن جامعة فرانكفورت.

## عمله ونشاطاته
عمل مدرِّسًا للغات السامية بدار العلوم ثم بالجامعة المصرية، ثم أستاذًا في الجامعة العبرية سنة 1934، ثم موجِّهًا عامًّا لتدريس العربية في المدارس اليهودية سنة 1941. وسُمِّيَ كبيرَ مفتشي اللغة العبرية.
وكان عضوًا بارزًا في جمعية الأبحاث التاريخية الإسرائيلية بالقاهرة، وسكرتيرًا متطوِّعًا لها. وهي جمعية أنشأتها الطائفة الإسرائيلية عام 1925، لإحياء التراث التاريخي اليهودي ولتكون لسانَ حالهم في مصر، برعاية الحاخام الأكبر حاييم ناحوم، ويوسف قطاوي رئيس الجالية اليهودية بالقاهرة. وشارك ولفنسون في أعمالها ومحاضراتها، وممَّن حاضر فيها من يهود مصر: مراد كامل، وصامويل جويتين. وأصدرت الجمعية مجلة "تاريخ الإسرائيليين في مصر" عام 1947. وكان أيضًا عضوًا رئيسًا في النادي العبري، الذي أسس عام 1927، لتربية يهود مصر تربية قومية دينية.
وصوَّر في مصر جميع الآثار اليهودية في القاهرة والفُسطاط والمَحَلَّة ورَشِيد والإسكندرية، لإصدار أرشيف عن اليهود في مصر باللغة الإنكليزية، لدار نشر عبرية في فيلادلفيا، تتضمن تقارير عن المعابد اليهودية، والمقابر والأزياء اليهودية، وهي دراسة جغرافية وتاريخية غنية جدًّا عن تاريخ اليهود في مصر.  
في عام 1938 عاد إلى فلسطين، وكُلِّف وضعَ برنامج لتحسين اللغة العربية في المدارس الدينية الإسرائيلية التابعة للكنيس. ودرَّس في الجامعة العبرية في القدس، وفي عام 1943 عمل مفتشًا للغة العربية في المدارس اليهودية، وأشرف على عقد دورات لتأهيل معلمي اللغة العربية، غرضها تأهيل اليهود للعلم بأحوال العرب وفهم ثقافتهم.    
أسهم في فلسطين بتأسيس عدد من الجمعيات والمنتديات لجمع كلمة اليهود، منها "رابطة أبناء الوطن" التي أسسها عام 1939 مع الحبر داود يلين، وإبراهيم مزراحي، والهدف منها توحيدُ اليهود في إسرائيل دون تفرقة بين الجاليات، وإحياء ذكرى الأولين وما قدَّموه لليهود ودولة إسرائيل، لتخليد أفعالهم وتضحياتهم. وقد انضمَّ الآلاف من اليهود في أورشليم إلى هذه الجمعية، وكان لها أثر كبير في زيادة المتطوِّعين بالكتائب الإسرائيلية التي نشأ منها الفيلق العسكري الذي شارك في الحرب العالمية الثانية مع الجيش البريطاني لقتال الألمان.  
وفي عام 1955 أنشأ اتحادًا دَوليًّا لنشر الديانة اليهودية بين الناس، وسمَّاه الاتحاد العالمي لنشر اليهودية، وقد اهتمَّ ببعض الشعوب الإفريقية على وجه الخصوص. وعُيِّن رئيسًا لمنظمة الأجودا Agudah الإسرائيلية التي تسعى إلى رعاية المتهوِّدين الجدُد وحماية حقوقهم.  

## كتبه
1. تاريخ اليهود في بلاد العرب، صدر عن لجنة التأليف والترجمة والنشر بالقاهرة عام 1927، رسالة دكتوراه أشرف عليها طه حسين وقدَّم للكتاب.[3]
2. تاريخ اللغات السامية، باللغة العربية، صدر عن لجنة التأليف والترجمة والنشر بالقاهرة عام 1929.
3. موسى بن ميمون: حياته ومصنَّفاته، باللغة العربية، صدر عن لجنة التأليف والترجمة والنشر بالقاهرة عام 1936، قدَّم له مصطفى عبد الرازق.
4. كعب الأحبار وأثره في القصص الحديث والقصص الإسلامية، باللغة الألمانية، مطبعة الشرق التعاونية، القدس عام 1976م.[ا]
5. معاناة اليهود في صدر الإسلام، باللغة الألمانية.
6. اعتناق اليهودية: المشكلات الحالية في ضوء التاريخ، باللغة العبرية.[8]
7. المصائد والمطارِد لأبي الفتح كشاجم، اعتنى به وعلق عليه وقدَّم له، ونُشرت مقدمته في مجلة المجمع العلمي بدمشق، وذكر فيها أن الأمير عبد الله بن الحسين الهاشمي أمير شرق الأردن كان عهد إليه عام 1939 مراجعةَ الكتاب من نسخة مصوَّرة عن الأصل في جامع الفاتح بالآستانة، فعُني به وعلَّق عليه.
8. صدَّر الترجمة العبرية لكتاب فيتلوفيتش "رحلتان إلى يهود الفلاشا" بمقال احتفائي بعنوان (فيتلوفيتش: الحالم والمُحارب) ذكر فيه جهود فيتلوفيتش الكبيرة في نشر اليهودية في القارَّة الإفريقية، وذلك بعد أربعة أعوام من وفاة فيتلوفيتش.

## بحوث عنه
- إسـرائيل ولفنسـون أبو ذوئيب مؤرخ اليهود في العصور الإسلامية، رؤية نقدية تحليلية لكتاب "تاريخ اليهود في بلاد العرب في الجاهلية و صدر الإسلام"، للدكتوره صفى علي محمد عبد الله مدرسة بقسم التاريخ في كلية البنات بجامعة عين شمس، مجلة كلية الآداب جامعة بنها، المجلد 13، العدد 2، عام 2005، 48 صفحة.

وذهبت الباحثة في بحثها هذا إلى أن إسرائيل ولفنسـون غلب عليه في كتابه النظرة العنصرية الدينية المتعصبة، مع نظرة منحازة وغير موضوعية، فقد جرَّد العرب من تراثهم المادي والأدبي ونفى عنهم كل ما يتعلق بالمدنية من صفات. ورمى المؤرِّخين العرب القُدامى بالتحيُّز وعدم الموضوعية ولذلك لم يأخذ بأقوالهم.

## الملاحظات
1. ↑  ذُكر أن هذا الكتاب هو أطروحته للدكتوراه قدَّمها في ألمانيا عام 1933 في جامعة يوهان فولفجانج! وتقدَّم أن أطروحته للدكتوراه في ألمانيا كانت بعنوان "اليهود والديانة اليهودية في كتب السيرة الإسلامية" حصل عليها عام 1932.